# جامعة عجمان
جامعة عجمان جامعة إماراتية تأسست سنة 1988 لتكون مؤسسة خاصة من مؤسسات التعليم العالي. في 17 يونيو 1988 أصدر الشيخ حميد بن راشد النعيمي، عضو المجلس الأعلى حاكم عجمان مرسوما أميريا يقضي بتأسيس كلية عجمان الجامعية للعلوم والتكنولوجيا التي استقبلت أول فوج من الطلبة في 15 سبتمبر 1988. وفي سنة 1997، صدر القرار رقم 54 عن وزارة التعليم العالي والبحث العلمي الذي نص على تحويل كلية عجمان الجامعية إلى جامعة عجمان للعلوم والتكنولوجيا، وفي 16 أكتوبر 2016 وافق مجلس أمناء جامعة عجمان للعلوم والتكنولوجيا بتغيير اسم الجامعة إلى «جامعة عجمان». تقدم جامعة عجمان 28 برنامج بكالوريوس معتمد، و 8 برامج ماجستير معتمدة، وبرنامج دبلوم واحداً معتمداً.

## نشأة الجامعة وتاريخها
| السنة | مراحل مهمة في تاريخ الجامعة |
| ----- | --- |
| 1988  | تأسيس كلية عجمان للعلوم والتكنولوجيا بمرسوم أميري من الشيخ حميد بن راشد النعيمي، عضو المجلس الأعلى حاكم عجمان                                                                                   |
| 1994  | تأسيس مقر الجامعة بأبو ظبي |
| 1996  | تحول كلية عجمان الجامعية للعلوم والتكنولوجيا إلى جامعة عجمان للعلوم والتكنولوجيا بقرار وزاري من الشيخ نهيان بن مبارك آل نهيان، وزير التعليم العالي والبحث العلمي بدولة الإمارات العربية المتحدة |
| 1996  | تأسيس رابطة المؤسسات العربية الخاصة للتعليم العالي، التي تضم أزيد من 70 جامعة، برئاسة الدكتور سعيد عبد الله سلمان                                                                               |
| 1996  | تأسيس الجامعة المتوسطية للعلوم والتكنولوجيا بفالنسيا، إسبانيا، وانضمامها كعضو في شبكة جامعة عجمان للعلوم والتكنولوجيا                                                                           |
| 1997  | افتتاح مقر الجامعة بالعين ((لم يعد متواجد)) |
| 1999  | انضمام جامعة عجمان إلى اتحاد الجامعات العربية |
| 2000  | افتتاح مقر الجامعة بالفجيرة |
| 2001  | إطلاق الشبكة العربية الأوربية للبحوث، برئاسة سعيد عبد الله سلمان |
| 2001  | حصول الجامعة المتوسطية للعلوم والتكنولوجيا (عضو في شبكة جامعة عجمان) على الاعتماد الملكي من الملك خوان كارلوس، ملك إسبانيا                                                                      |
| 2002  | افتتاح بيئة الإبداع الطبية |

## مجلس الأمناء
يتكون مجلس الأمناء من كل من: 
- الشيخ حميد بن راشد النعيمي عضو المجلس الأعلى حاكم عجمان - رئيساً
- الشيخ راشد بن حميد النعيمي رئيس دائرة البلدية والتخطيط بعجمان نائباً للرئيس
- عبد العزيز بن علي النعيمي المستشار البيئي لحكومة عجمان الرئيس التنفيذي لجمعية الإحسان الخيرية عضواً
- سعيد محمد الرقباني مستشار حاكم إمارة الفجيرة رئيس مجلس إدارة جمعية الفجيرة الخيرية عضواً
- عبد الله بن حميد المزروعي وزير العدل الأسبق في دولة الإمارات العربية المتحدة عضواً
- سعيد عبد الله حارب النائب السابق لمدير جامعة الإمارات العربية المتحدة لشؤون خدمة المجتمع عضواً
- عبد الرحمن سلطان الشرهان رئيس مجلس إدارة المركز الدولي للزراعة الملحية – دبي عضواً
- كريم الصغير مدير الجامعة.

## كليات الجامعة والبرامج المطروحة
يوجد في شبكة الجامعة نحو 45 تخصصا من درجات مختلفة بكالوريوس / ماجستير في الكليات التالية:
| الكلية                                    | الأقسام | البرامج المطروحة | ملاحظات |
| ----------------------------------------- | --- | --- | --- |
| كلية الهندسة                              | - قسم الهندسة الكهربائية - قسم هندسة المعدات الطبية - قسم الهندسة المعمارية - قسم التصميم الداخلي | - بكالوريوس الهندسة الإلكترونية - بكالوريوس هندسة الاتصالات - بكالوريوس هندسة القياس والتحكم - بكالوريوس هندسة المعدات الطبية - بكالوريوس في التصميم الداخلي - بكالوريوس الهندسة المعمارية - ماجستير                  | على المرشحين الراغبين بالتسجيل في كلية الهندسة أن يكونوا حاملين لشهادة الثانوية العامة الإماراتية (الشعب العلمية) أو ما يعادلها، بمعدل لا يقل عن 80 بالمائة للتسجيل في برامج الإلكترونيات، والاتصالات، والقياس والتحكم، والمعدات الطبية، والهندسة المعمارية. أما بالنسبة للمرشحين الراغبين في التسجيل في برنامج التصميم الداخلي، فتقبل منهم شهادة الثانوية العامة، العام او المتقدم، بمعدل لا يقل عن 70 بالمائة. |
| كلية تكنولوجيا المعلومات                  | | - بكالوريوس في علوم الكمبيوتر (4 سنوات) - بكالوريوس في هندسة الكمبيوتر (4 سنوات) - بكالوريوس في نظم المعلومات (4 سنوات) - بكالوريوس في الوسائط المتعددة وتطوير الشبكة العالمية (4 سنوات) - ماجستير في نظم المعلومات   | |
| كلية طب الأسنان                           | | - طبيب في جراحة الأسنان. - دبلوم في صحة الفم والأسنان. | |
| كلية المعلومات والإعلام والعلوم الإنسانية | - قسم اللغة الإنجليزية والترجمة - قسم الاتصال والترجمة - قسم الإعلام ويضم أربعة تخصصات (العلاقات العامة والإعلان - الإذاعة والتلفزيون - التصميم الجرافيكي - الصحافة المطبوعة والإلكترونية) - قسم الاجتماع والخدمة الاجتماعية - قسم علم النفس | - بكالوريوس في اللغة الإنجليزية والترجمة - بكالوريوس في الاتصال والترجمة - بكالوريوس في الإعلام والعلاقات العامة - بكالوريوس في التصميم الجرافيكي                                                                     | |
| كلية الصيدلة والعلوم الصحية               | | - بكالوريوس العلوم في الصيدلة | |
| كلية إدارة الأعمال                        | | - بكالوريوس الإدارة بكالوريوس المحاسبة بكالوريوس التسويق بكالوريوس التمويل - ويتفرع برنامج الماجستير في إدارة الأعمال إلى ثلاثة مسارات، يستغرق إكمال كل واحد منها سنتين، وهي: - إدارة الموارد البشرية التمويل التسويق | |
| معهد البيئة والمياه والطاقة               | | - ماجستير العلوم في هندسة وإدارة المياه الجوفية | |
| كلية التربية والعلوم الأساسية             | - قسم الرياضيات والعلوم - قسم اللغة العربية والدراسات الإسلامية - قسم TOEFL - قسم تقنيات التعليم - قسم العلوم التربوية. | | |
| كلية القانون                              | | - برنامج البكالوريوس في القانون (132 ساعة معتمدة) - برنامج الماجستير في القانون العام (33 ساعة معتمدة) - برنامج الماجستير في القانون الخاص (33 ساعة معتمدة)                                                           | في البكالوريوس: تقبل الكلية الطلبة الحاصلين على الثانوية العامة (أو ما يعادلها) بمعدل لا يقل عن 60% بشرط أن تكون مصدقة من وزارة التربية والتعليم في دولة الإمارات العربية المتحدة. في الماجستير: 1- أن يكون الطالب حاصلاً على درجة الليسانس أو البكالوريوس في القانون من إحدى كليات الحقوق أو الشرطة أو الشريعة والقانون المعترف بها بتقدير جيد جداً على الأقل (3 نقاط من أربع). 2- يجوز – على سبيل الاستثناء- قبول الطالب الحاصل على تقدير جيد (2.5 نقطة من أربع) قبولاً مشروطاً مفاده الحصول على تقدير جيد جدا ً (3 نقاط من أربع) بنهاية الفصل الدراسى الأول. |

## الحياة الجامعية

### أنشطة الطلاب
الأنشطة الرياضية 
تشجع جامعة عجمان للعلوم والتكنولوجيا على الأنشطة الرياضية لما لها من دور هام في بناء الصحة البدنية والذهنية للطلبة. وتوفر الجامعة منشآت رياضية متنوعة تمكن من مزاولة كثير من الرياضات مثل كرة القدم، وكرة السلة ولا تتوافر فيها أي مظهر من الرياضات المائية. كما تتفر الجامعة على القاعات الرياضية. وعدد من الفرق الرياضية التي يدربها مدربون. وتشارك هذه الفرق في مختلف التظاهرات الرياضية التي تنظم داخل دولة الإمارات أو خارجها.
يذكر ان جامعة عجمان في مقرها بالجرف لم تكن تحتوي على أي مظهر من مظاهر الرياضة، حتى تم إنشاء الملعب المعشب صناعيا في عام 2009 وفي عام 2010 افتتح الصالة الرياضية.
الأنشطة الاجتماعية 
تعمل الجامعة جاهدة على تعزيز الروابط الاجتماعية بين طلبتها، وكذلك بين الطلبة وموظفي الجامعة وأساتذتها رغبة منها في إيجاد بيئة ودية وجو يسوده التعاون والإخاء.
الأنشطة الثقافية 
تعد الأنشطة الثقافية محوراً مهمة من محاور الأنشطة الطلابية، إذ تحتل مكانة مهمة ضمن اهتمامات جامعة عجمان للعلوم والتكنولوجيا. وتشجع الجامعة طلبتها على أن يكونوا أعضاء نشطين في النوادي والجمعيات المختلفة وتقدم تسهيلات لتعزيز الصلات بين المجتمع والطلبة من خلال تنظيم تظاهرات ثقافية وندوات ومحاضرات. وتعقد مثل هذه الأنشطة عادة في مناسبات خاصة كالأعياد الدينية والوطنية.
و نسبة لمنهجية الجامعة فان هذه الندوات قد تكون حكرا على الطلاب وقد يكون بعضها حكرا على الطالبات.

### السكن الجامعي
جامعـة عجمـان للعلوم والتكنولوجيـا، في إطار رؤيتها الشاملة وبأبعادها التعليمية والمعلوماتية والاستثمارية، خدمات متنوعة للطلبة، وتعد خدمة السكن إحدى هذه الخدمات، حيث تسعى الإدارة إلى توفير الظروف الملائمة للطلاب والطالبات على حد سواء من خلال رصد وتسخير عدد من المرافق والخدمات قصد الإسهام في مساعدة الطلبة على التحصيل الدراسي والاستمتاع في الآن ذاته بإقامتهم في الوسط الجامعي، لذا خصصت الجامعة إدارة السكن الجامعي لتأمين هذه المهام بالجودة المطلوبة.

#### المساكن الجامعية
تتولى إدارة السكن الجامعي مهمة تسيير خدمة مساكن الطلبة التي تخضع لقوانين وأنظمة جامعة عجمان. تتولى إدارة شؤون الطلبة مسؤولية الإشراف العام على جميع شؤون الطلبة بالمساكن.
تقبل طلبات التسجيل في السكن الجامعي إذا توفرت الشروط الآتية:
1.أن يكون الطالب منتظما في الدراسة بكليات الجامعة.
2.أن يتضمن ملف الطالب شهادة لياقة صحية إضافة إلى أوراق ثبوتية.
3.أن يسدد الطالب كامل الرسوم المالية الخاصة بالسكن.
4.أن يتعهد الطالب خطياً بالالتزام بقوانين الجامعة ولوائح السكن الجامعي

#### الخدمات المقدمة للطلبة
- خدمة تأثيث الغرف (مفردة، مزدوجة بنوعين وثلاثية).
- خدمات النظافة والصيانة.
- خدمة الإشراف الاجتماعي والإداري على مدار اليوم.
- خدمة النقل الجامعي.
- خدمة الأمن.
- العناية بصحة الطلبة المقيمين بالسكن.
- رحلات ترفيهية وأنشطة خارجية.

### المواصلات
إدارة النقل الجامعي هي إدارة خدمية أفرزها اهتمام جامعة عجمان للعلوم والتكنولوجيا بتوفير خدمة نقل سواء للطلبة أو للموظفين الجامعة وتتميز بأمها خدمة نقل منتظمة ومريحة وبتكلفة رمزية ولدى إدارة النقل الجامعي اسطولا من الباصات المختلفة بأحجامها ويتم الاشراف على هذا الاسطول من قبل فريق من الإداريين والسائقين والفنيين
 
وتقوم الجامعة برحلات يومية منتظمة تؤمن إدارة النقل الجامعي يوميا
- حوالي 300 رحلة يومية لنقل الطلبة من مساكنهم إلى الجامعة ذهابا وإيابا وكذا نقلهم في خرجات جماعية إلى مناطق مختلفة داخل عجمان أو خارجها.
- توفير خدمة مريحة ومنتظمة على مدار اليوم سواء للطلاب أو الطالبات.
- نقل الطلبة إلي مواقع الأنشطة الرياضية والثقافية والتدريبية والترفيهية، في مختلف مناطق الدولة.

### بطاقة الطالب
يحصل كل طالب على بطاقة الطالب التي تحمل صورته واسمه وتاريخ ميلاده والرقم التعريفي الذي تعطيه إياه الجامعة. ويتعين حمل هذه البطاقة طول الوقت، فهي تمنح الطالب حق الدخول إلى عدد من البنايات الجامعية وإلى سكن الطلاب. كما أنها ضرورية لدخول المنشآت الرياضية ولاجتياز الامتحانات ولاستخدام التسهيلات الحاسوبية.
لا توجد أي مميزات لحاملي بطاقة الجامعة على غرار الجامعات الأخرى كجامعة الشارقة والأمريكية حيث يحصل الطلاب على تخفيضات في المحلات التجارية وتذاكر السينما.
يجب الإبلاغ عن ضياع بطاقة الطالب أو تلفها فور حدوث ذلك إلى عمادة القبول والتسجيل. وكل استخدام غير قانوني لهذه البطاقة، يترتب عنه إجراءات تأديبية.

## القبول والتسجيل
يقع مكتب القبول والتسجيل في الطابق الأرضي من المبنى بإزاء المدخل الرئيسي والذي من خلاله يمكن التقديم على طلب الالتحاق بالجامعة مع المستندات المطلوبة ليتم فتح ملف للطالب الجديد.

## مكتبة الجامعة
تحتوي مكتبة الجامعة علي العديد من الكتب والمجلدات والموسوعات العلمية والدوريات المتخصصة

## جمعية الخريجين
هي منظمة غير نفعية، تقدم لخريجيها والمتوقع تخرجهم عدة امتيازات، وتشجعهم على التواصل فيما بينهم بعد تخرجهم.

### الأهداف
- التواصل بين الجامعة وخريجيها.
- البحث عن فرص عمل للخريجين.
- تقديم الدورات التعليمية والفنية للخريجين والمتوقع تخرجهم.
- تأهيل الخريجين لسوق العمل، ودمجهم مع الحياة العملية.
- التوصل مع الشركات والمؤسسات لدعم الخريجين والطلبة.

### الرسالة
سعيا إلى تحقيق أهدف الجمعية، وضعت جمعية الخرجين أربعة مبادئ تعد بمثابة ركائز تقوم عليها وهي كالتالي:
- الأخوة: تعزيز صلات الأخوة بين أعضائها السابقين والحاليين واللاحقين.
- الالتزام: زرع الحس بالالتزام لدى أعضائها تجاه الجماعة التي ينتمون إليها.
- العمل التطوعي: حث أعضائها على القيام بأعمال تطوعية لفائدة المجتمع.
- التميز: يعد التمييز هدفًا من الضروري بلوغه.

### الرؤية
تحقيق التواصل بين الجامعة وخريجيها.

### إدارة الجمعية ومجلس الخريجين
هناك أربع أجهزة تقوم بإدارة الجمعية وهي:
- مجلس الإدارة أو اللجنة التنفيذية التي تضم 14 عضوًا، من بينهم 9 أعضاء من لجنة العلاقات الخارجية والشؤون الثقافية، وممثلاً واحداً عن المجتمع المحلي، و 3 خريجين ومدير مكتب الخريجين.
- مجلس الخريجين ويضم 12 عضوًا من خريجي الجامعة. ويعمل مجلس الخريجين على تمثيل الخريجين الجدد وقدماء الطلبة في سياسات الجمعية وقراراتها المرتبطة بالأنشطة والخدمات.
- لجنة الترشيحات واللوائح الداخلية وتقوم بوضع القوانين وتحديد الإجراءات طبقا للوائح الداخلية الخاصة بالجمعية.
- مكتب الخريجين ويمثل جهاز الجمعية التنفيذي، ويعمل المكتب على تنفيذ القرارات المتخذة وضمان إنجاز الأنشطة.

### امتيازات الخريج وتحديث بياناته
هي امتيازات العضوية ويستفيد منها خريجي الجامعة في الخدمات التالية:
- مجلات الجامعة التي تحتوي على معلومات حول الخريجين وأنشطة الجامعة، ويتم إرسال هذه المجلات إلى أعضاء الجمعية.
- الدخول إلى جميع المنشآت الرياضية التابعة للجامعة.
- تقديم المشورة بخصوص القضايا التربوية.
- منتديات ومجموعات إخبارية خاصة بالأعضاء.
- المشاركة في جائزة الخريجين المتفوقين التي تنظمها الجامعة سنويًا.

ويستفيد الأعضاء النشطون في الجمعية من الخدمات الإضافية التالية:
- حساب لفتح بريد إلكتروني.
- الدخول إلى دليل الخريجين الإلكتروني.
- ورشات عمل ودورات تدريبية في مجالات مختلفة مثل إنجليزية الأعمال، التحضير لاختبار التوفل، مهارات استخدام الحاسوب، ومهارات التواصل والمقابلة الشخصية.
- حسوم في رسوم الدراسة.
- الدخول للمكتبة العادية والمكتبة الإلكترونية.
- الدخول لوحدات البحث.
- استخدام مكتب التنسيق الموجود بالجامعة لعقد الاجتماعات ومناقشة القضايا المتصلة بالجمعية وأعضائها.
- الدخول لخدمة السيرة الذاتية الإلكترونية.
- الدخول إلى قائمة المناصب الشاغرة في الشركات المحلية والإقليمية.
- حسوم في الفنادق ووكالات الأسفار.

تحديث بيانات الخريج: على الخريج تحديث بياناته من موقع الجامعة.

### مركز التعليم المستمر
تم تأسيس مركز التعليم المستمر استجابة للحاجة المتزايدة إلى الإتقان في العمل. ويهدف المركز إلى إعداد النساء والرجال لشغل مناصب مجزية في كثير من المهن والأعمال.
الطلبة يأتون إلى مركز التعليم المستمر، وهم يحملون معهم تجارب أكاديمية مختلفة وخلفيات مهنية متنوعة، وتسعى بكل جهد على أخذ جميع هذه الحيثيات في الحسبان خلال إعداد الدروس المقدمة. ويرجع النجاح المركز إلى الحس المهني الذين يتحلى بهما العاملون والعاملات في المركز والذين يحرصون على الحفاظ على مكانة المركز باعتباره رائدا في مجال التعليم المستمر.
ويُعد مركز التعليم المستمر طلبته للعمل بفعالية ونشاط في مساراتهم المهنية عبر إكسابهم المهارات الضرورية بطريقة ترتكز على المتعلم. ويتم تنفيذ هذا النهج من خلال مقرر أكاديمي يجمع بين الممارسة الميدانية والطرح النظري والتطبيق.

#### الدروس المقدمة
- اختبار الإنجليزية كلغة أجنبية TOEFL
- اختبار اللغة الإنجليزية للتواصل الدولي TOEIC
- الرخصة الدولية لقيادة الحاسوب ICDL
- شهادة CCNA (سيسكو أكاديمي)
- إنجليزية الأعمال
- اللغة الإنجليزية المستوى 1
- اللغة الإنجليزية المستوى 2
- الإدارة
- تكنولوجيا المعلومات
- تصميم المواقع الإلكترونية
- السكرتارية
- الجرافيك
- المهارات اللينة (مثل خدمة الزبائن، القيادة، أخلاقيات ممارسة الأعمال، مهارات الاتصال، مهارات البيع...)

### وكالة التدريب والتوظيف

#### غايات المركز
سد الفجوة بين المجتمع الأكاديمي ومجتمع الأعمال من خلال ثلاثة محاور:
- تدريب الطلبة (ساعات معتمدة)
- تدريب مهني للطلبة
- دورات تأهيل للطلبة

تطبيق معايير علمية في اختيار المدربين والبرامج وتقييم الأداء.

#### الأهداف
- إيجاد فرص التدريب الميداني للطلبة في مختلف المؤسسات، باعتباره جزء من نظام الساعات المعتمدة للطالب الذي يؤثر على المعدل التراكمي
- مداد الشركات بالطلبة لتأهيلهم لسوق العمل
- مشاركة الكليات في التدريب الخارجي، والتأكد من تنفيذ الخطة التدريبية
- وفقاً لفلسفة الجامعة، يجب أن يشارك الطلبة في التدريب خلال المراحل الأولى من دراستهم لإعطائهم الفرصة لتعلم المهارات واكتساب المعرفة
- توفير فرص التدريب للطلبة والخريجين وطلبة الدراسات العليا، داخل الجامعة بالتنسيق مع الإدارات والكلية

## وصلات خارجية
- الموقع الرسمي